# Calliphora hilli
Espèce
Calliphora hilli est une espèce de mouches de la famille des Calliphoridés.

## Systématique
Cette espèce admet pour synonymes :
- Calliphora fallax Hardy, 1930

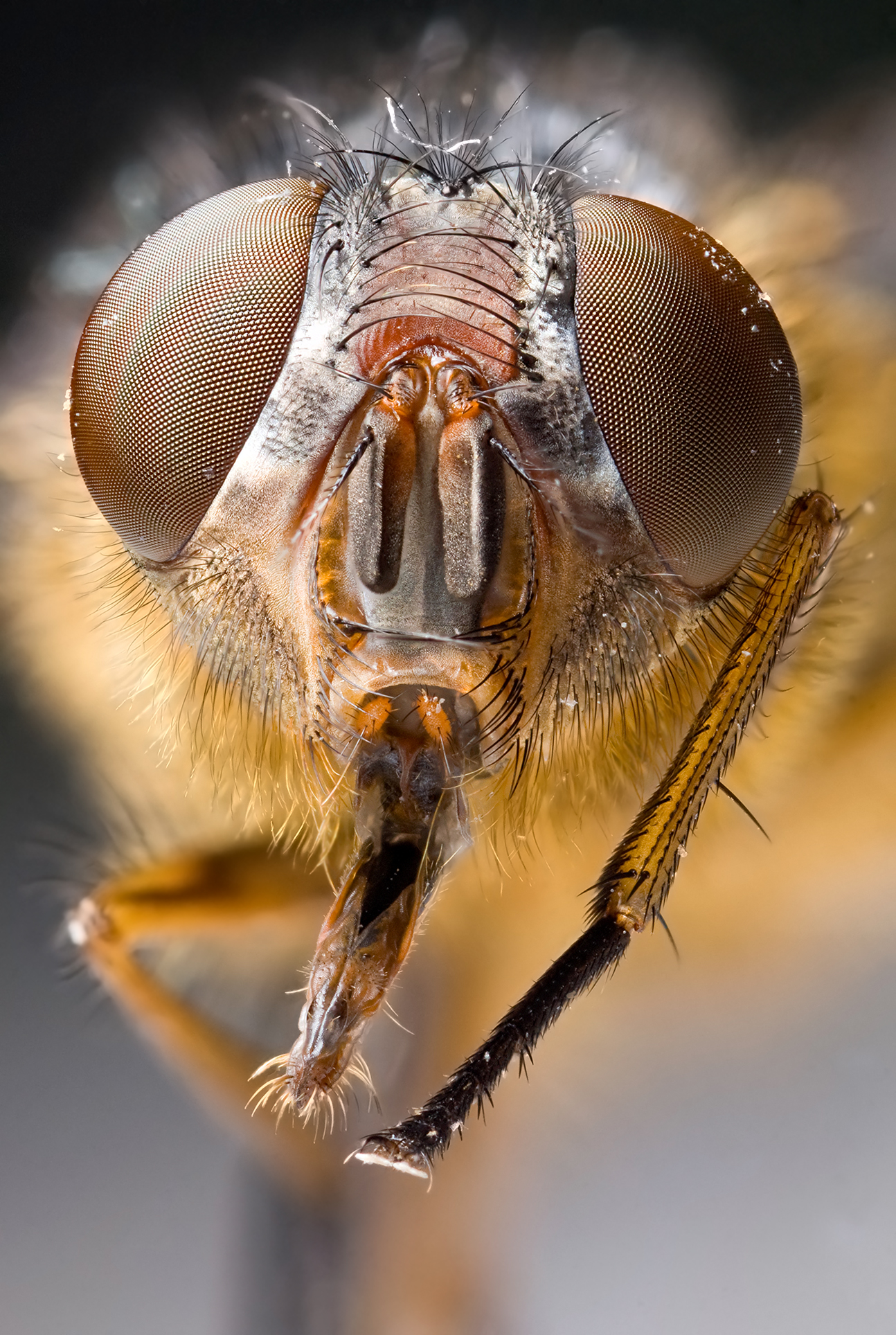
Vue de face.

- Calliphora kermadecensis Kurahashi, 1971
- Calliphora milleri Hardy, 1937
- Calliphora tahitiensis Kurahashi, 1971
- Calliphora tasmanensis Kurahashi, 1971